# Ahlsburg (Burg)
Die Ahlsburg, auch Alerdestein, Mahlsburg, Wahlburg genannt, im Eckertal nahe Ilsenburg im sachsen-anhaltischen Landkreis Harz ist die Ruine einer Reichs- und Höhenburg im Mittelgebirge Harz.

## Geographische Lage
Der Standort der einstigen Höhenburg befindet sich in den Nordausläufern des Harzes und im Norden des Nationalparks Harz, etwa 4 km westlich von Ilsenburg, 4,5 km südsüdwestlich von Stapelburg und 4 km (jeweils Luftlinie) nordnordöstlich der Eckertalsperre. Zum Stadtgebiet von Ilsenburg gehörend liegt er über dem rechten bzw. östlichen Ufer der Ecker, einem die Landesgrenze zum westlich angrenzenden Niedersachsen bildenden südöstlichen Zufluss der Oker. Die Burg stand 15 Höhenmeter über einer Brücke an einer Engstelle des Tals, dreiseitig von der Ecker umflossen, auf einem Bergsporn mit steil abfallenden Granitklippen.

## Geschichte
Der 1218 erwähnte Alardus von Burgdorf wird mit der Ahlsburg in Verbindung gebracht, zumal dessen Nachkommen noch im 14. Jahrhundert dort erwähnt werden. Die vermutlich im 12. Jahrhundert erbaute reichseigene Burg wurde erstmals 1357 als Alerdestein urkundlich erwähnt, als Kaiser Karl IV. Alard d. Ä. und Alard d. J. von Burgdorf mit 1 ½ Hufen bei Wollingerode belehnte, die zu dem Alerdestein gehören. Sie zählte zum Reichsgut und zur Königspfalz Werla. In der frühen Neuzeit verfiel die Burg zur Ruine. Ihr Besitz fiel an die Grafen zu Stolberg.
Die Burgherren waren für den Schutz des umliegenden Reichsbannforsts verantwortlich.
Später durchzog den Birkenpionierwald die einstige innerdeutsche Grenze.
Heutzutage sind von der Ahlsburg nur noch Reste von Fundamenten, Grundmauern und der Burggraben vorhanden. Die Zeit des Verfalls ist unbekannt.